# メシ喰うな!
『メシ喰うな!』（メシくうな）は日本のパンク・ロックバンドであるINUのアルバム及び楽曲。

## 解説
1981年3月1日にジャパンレコーズよりリリースされた。1985年7月25日にCDとして再リリースされ、1993年12月21日に再々リリース、1998年8月26日にはデジパック仕様で再々々リリースされた。規格品番は同様の順でJAL-4、32JC-121、TKCA-70219、TKCA-71438。
町田町蔵率いるINUのメジャー・デビューアルバムであり、同バンド唯一のオリジナルアルバム。結成時より幾度ものメンバーチェンジを繰り返し、安定しない活動をしていたINUだが、ようやくリリースまで漕ぎ着ける事が出来たアルバムである。INUはこのアルバムリリースの3ヵ月後に解散し、その後も町田はさまざまな名義・音楽ユニットで音楽活動を続け、作品を多く発表するが、総じてこの作品は町田の代表作として挙げられることが多い。
ジャケットは無地黄色の背景に町田のモノクローム顔写真のアップというもので、半沢克夫が撮影した。後に氣志團がアルバム『1/6 LONELY NIGHT』（2002年）のジャケットにおいて引用した。
表題曲「メシ喰うな!」は大槻ケンヂがカバーアルバム『ONLY YOU』（1995年）にてカバーした。また、ザ・スターリンはこの曲のアンサーソングとして「ワルシャワの幻想」を制作（ちなみに元々インディーズ期には「メシ喰わせろ」というそのままの題名だった）、アルバム『STOP JAP』（1982年）にて発表した。グループ魂は「メシ喰うな!」とシブがき隊の「スシ食いねェ!」のパロディとして「スシ喰うな!」を制作、アルバム『ぱつんぱつん』（2008年）にて発表した。ミドリカワ書房がタイトルをパロディした「メシ喰えよ!」という楽曲を発表している。(2006年発売のミニアルバム『家族ゲーム』に収録。)
また、後に町田は収録曲と同名の随筆『つるつるの壺』を発表している。

## 収録曲
| 全作詞: 町田町蔵、全編曲: INU。 |                        |          |          |      |
| #                               | タイトル               | 作詞     | 作曲     | 時間 |
| 1.                              | 「フェイド・アウト」   | 町田町蔵 | 西川成子 | 1:47 |
| 2.                              | 「つるつるの壺」       | 町田町蔵 | 北田昌宏 | 3:09 |
| 3.                              | 「おっさんとおばはん」 | 町田町蔵 | 西川成子 | 1:47 |
| 4.                              | 「ダムダム弾」         | 町田町蔵 | 町田町蔵 | 2:07 |
| 5.                              | 「夢の中へ」           | 町田町蔵 | 町田町蔵 | 3:15 |
| 6.                              | 「メシ喰うな!」        | 町田町蔵 | 町田町蔵 | 4:08 |

| #         | タイトル                              | 作詞      | 作曲     | 時間 |
| --------- | ------------------------------------- | --------- | -------- | ---- |
| 7.        | 「ライト・サイダーB（スカッと地獄）」 |           | 北田昌宏 | 3:56 |
| 8.        | 「インロウタキン」                    |           | 北田昌宏 | 1:46 |
| 9.        | 「305」                               |           | 北田昌宏 | 3:18 |
| 10.       | 「メリーゴーラウンド」                |           | 町田町蔵 | 4:56 |
| 11.       | 「気い狂て」                          |           | 北田昌宏 | 4:45 |
| 合計時間: | 合計時間:                             | 合計時間: | 34:56    |      |

## 参加ミュージシャン
- 町田町蔵 - ボーカル
- 北田昌宏 - ギター、パーカッション
- 西川成子 - ベース
- 東浦真一 - ドラムス、パーカッション